# Hessisches Braunkohle Bergbaumuseum
Das Hessische Braunkohle Bergbaumuseum in Borken im nordhessischen Schwalm-Eder-Kreis präsentiert unter dem Motto „Industriekultur entdecken / Landschaftswandel erfahren“ den ehemals im Borkener Braunkohlerevier betriebenen Bergbau.

## Beschreibung
Als „Erlebnis Über- und Unter-Tage“ konzipiert, vermittelt der Museumsbesuch Wissenswertes rund um die Themen Kohle und Energie. Dabei stehen die unter- und übertägige Gewinnung der Braunkohle, ihre Nutzung und der Umgang mit der Bergbaufolgelandschaft im Mittelpunkt der musealen Präsentationen.
Zahlreiche Ausstellungsstücke und Originalgeräte aus dem Bergbau und der Energieerzeugung sind zu besichtigen, viele Geräte davon werden im Demonstrationsbetrieb vorgeführt.
Das Museum verfügt über insgesamt vier Ausstellungsbereiche:
- den Themenpark „Kohle und Energie“,
- den „Besucherstollen“,
- die Abteilung „Bergbaugeschichte“ und
- das Naturschutzinformationszentrum Borkener See.

Für Kinder im Alter von 6 bis 14 Jahren sind besonders gestaltete „spielerische Erfahrungsbereiche“ und Experimentalwerkstätten vorhanden, in denen sie altersgerecht und erlebnisorientiert auf eine Entdeckungsreise durch die Geschichte von Kohle und Energie gehen können.

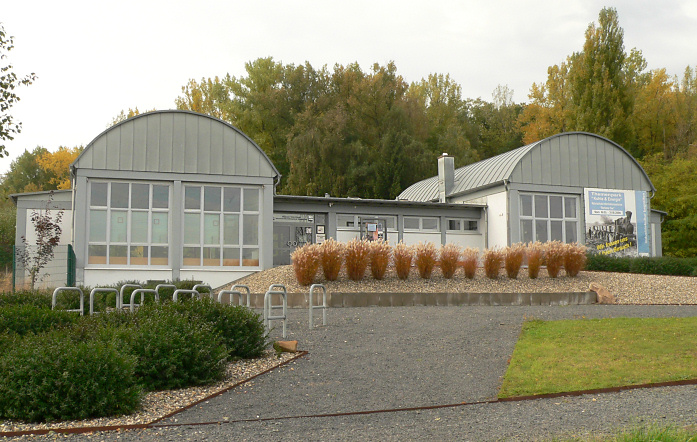
Museumsgebäude im Themenpark Kohle & Energie
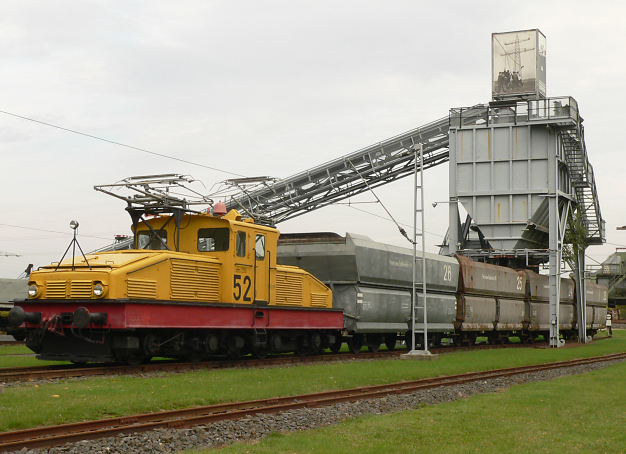
Exponate im Themenpark
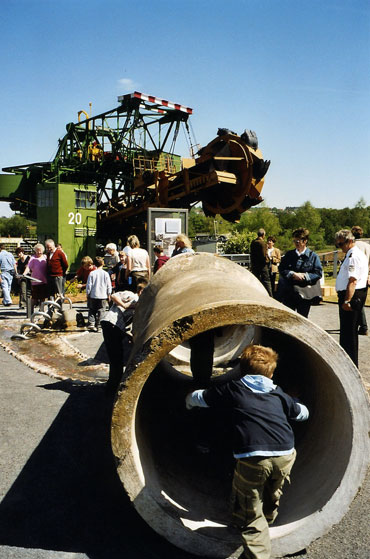
Exponate und Besucher im Themenpark
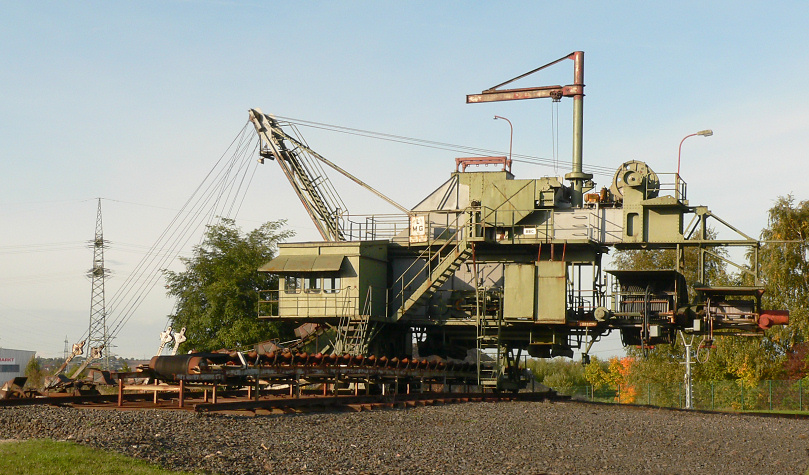
Ausgestellter Braunkohlebagger

## Abteilungen

### Bergbaugeschichte

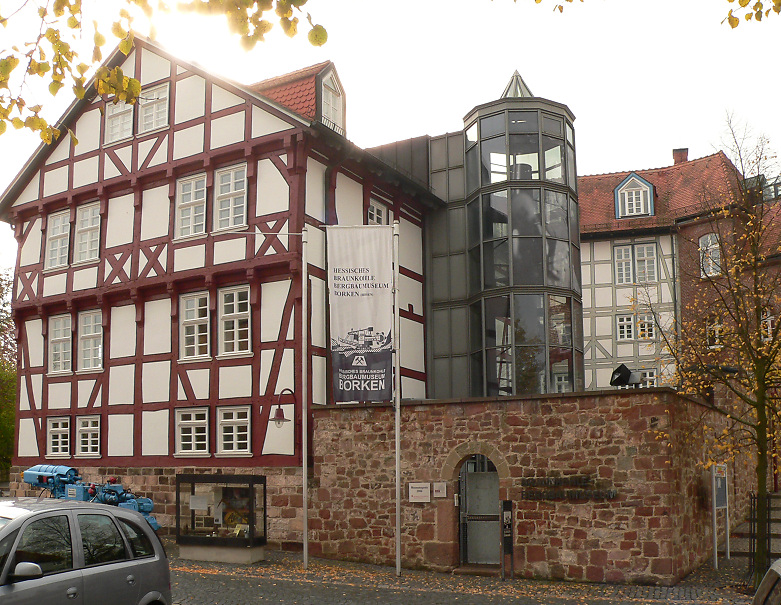
Abteilung Bergbaugeschichte in einem historischen Gebäude in der Innenstadt

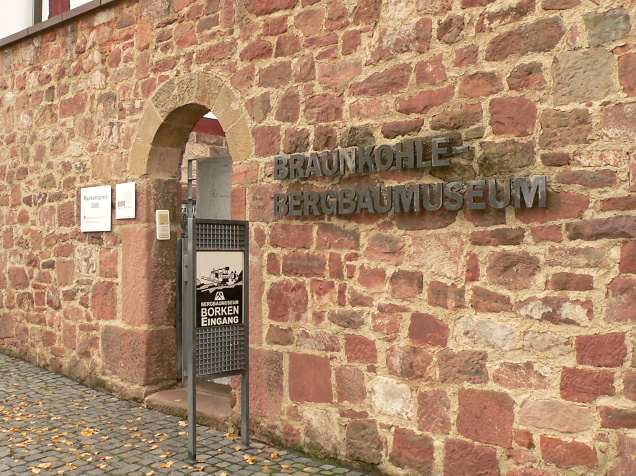
Museumseingang

Der Ausstellungsbereich Bergbaugeschichte in der Innenstadt von Borken gibt einen Überblick über die 400-jährige Geschichte des hessischen Braunkohlebergbaus und zeigt die Entwicklung der Kohlereviere, die Verwendung der Braunkohle als Faktor der Industrialisierung sowie die soziale Situation der Bergleute. Seit dem Frühjahr 2006 können 6–12-jährige Kinder und Schüler in einem „Kinderbergwerk“ die Arbeitswelt unter Tage spielerisch entdecken.

### Besucherstollen
Der rekonstruierte Stollen im Ausstellungsbereich Bergbaugeschichte führt die Besucher in die unterirdische Welt der Kohlegewinnung. Was bergmännisches Gezähe, Streckenvortriebsmaschinen, Sprengungen unter Tage, Steigerstuben und „Kumpelfänger“ sind, wird erläutert. Auch im Besucherstollen werden viele Geräte vorgeführt, so dass die Besucher einen Eindruck von den Arbeitsbedingungen unter Tage und vom Leben der Bergleute erhalten.

### Themenpark Kohle und Energie
Auf dem 3,5 Hektar großen Themenparkgelände am Rande von Borken veranschaulichen Bergbaugeräte, Bergbaulokomotiven und Kraftwerksturbinen, wie Braunkohle im Tagebau gewonnen und für die Stromerzeugung genutzt wurde. Bohrgeräte, Schaufelrad- und Eimerkettenbagger sowie Kraftwerkskessel und -turbinen werden „in Aktion“ vorgeführt. Historische Filmsequenzen vermitteln einen Eindruck früherer bergmännischer Tätigkeit. An Sonntagen oder auf Anfrage besteht die Gelegenheit zu Rundfahrten mit der Besucherbahn. Das Museumscafé bietet Speisen und Getränke an.

### Naturschutzinformationszentrum Borkener See
Das Naturschutzinformationszentrum im Themenpark „Kohle und Energie“ greift die Themen Bergbaufolgelandschaft und Rekultivierung auf und zeigt mittels interaktiver Medien, Tieren und Pflanzen, wie aus ehemaligen Tagebauen „Second-Hand-Landschaften“ entstehen. Im Mittelpunkt der Ausstellung stehen der Borkener See und das gleichnamige Naturschutzgebiet, die ihren Ursprung in dem einst größten Kohletagebau des Borkener Reviers haben und heute beliebtes Ziel für Wander- und Naturfreunde sind.
Das Borkener Seenland dient der Erholung. Der Naturbadesee Stockelache bietet Bade-, Schwimm- und Wassersportmöglichkeiten. Der Singliser See gilt als nordhessisches Surfparadies, und der Borkener See ist in ein Naturschutzgebiet eingebettet, das zu Wanderungen und Naturbeobachtungen einlädt.

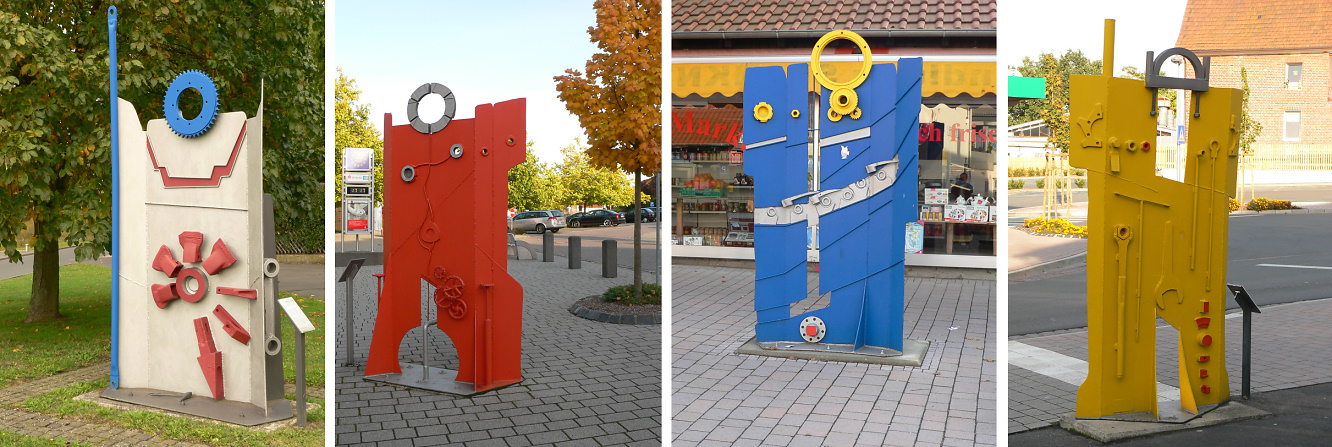
Skulpturen an der Museumsstraße mit symbolhaften Figuren für Berufsgruppen, wie Tagebaumaschinist, Kraftwerker, Kraftwerksschlosser

### Braunkohlerundweg
Der 32 Kilometer lange Braunkohlerundweg führt mitten in die Bergbaufolgelandschaft hinein und verbindet die Museumsstandorte und das Borkener Seenland mit 20 ehemaligen Betriebsstätten des Borkener Reviers. Auf ihm kann per Rad oder zu Fuß den Spuren vergehender Industriekultur nachgegangen werden – vorbei an Halden, Tagebaurestlöchern, neu entstandenen Seen und rekultivierten Flächen.

### Museumsstraße
Der Themenpark „Kohle & Energie“ und der Besucherstollen werden durch die Museumsstraße miteinander verbunden, an der sieben Skulpturen und drei technische Denkmale die Themen Kohle, Energie und Bergbaufolge künstlerisch interpretieren.

### Gedenkstätte Stolzenbach

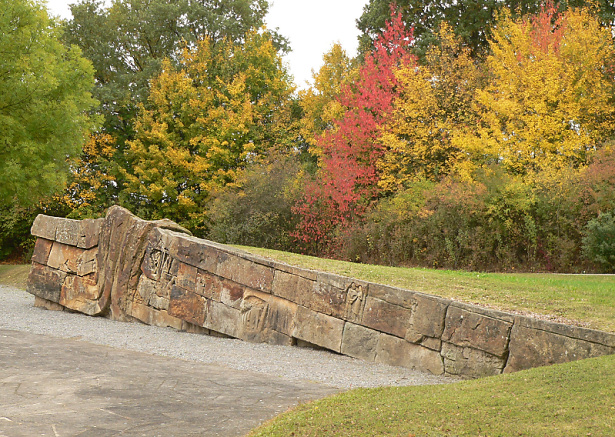
Gedenkstätte Stolzenbach

Am 1. Juni 1988 ereignete sich in der Grube Stolzenbach ein schweres Grubenunglück, bei dem 51 Bergleute ums Leben kamen. Auf dem ehemaligen Betriebsgelände wurde eine Gedenkstätte für alle bei der Arbeit im Borkener Bergbaurevier tödlich verunglückten Bergleute eingerichtet.

## Mineralogische Sammlung Marianne Schrammel
Dieser Sonderausstellungsbereich ist in den Räumen des Bergbauarchivs untergebracht und widmet sich der Mineralogie und der Erdgeschichte.

## Besondere Museumsveranstaltungen

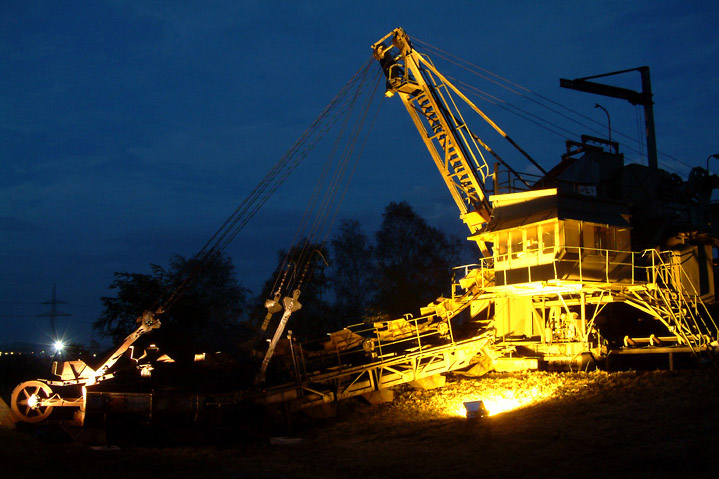
Saisonabschluss/Herbstfest, illuminierter Bagger

Saisoneröffnung und -abschluss des Themenparks „Kohle & Energie“ werden im Rahmen besonderer Museumsfeste begangen. Außerdem gibt es Natur- und Techniktage, bergmännische Feierlichkeiten, den Internationalen Museumstag, Open-Air-Konzerte und andere Kulturveranstaltungen.